# 1962 في جنوب إفريقيا
فيما يلي قوائم الأحداث التي وقعت خلال عام 1962 في جنوب أفريقيا.

## رياضة
- 29 ديسمبر – جائزة جنوب أفريقيا الكبرى 1962 الفائز غراهام هيل.

## مواليد

### يناير
- 1 يناير – إبراهيم باتل سياسي جنوب أفريقي.
- 1 يناير – بيني بيني سياسي جنوب أفريقي.
- 1 يناير – تشارلز هاني لاعب كرة مضرب جنوب أفريقي.
- 1 يناير – جون تشارلز مانينغ عالم نبات جنوب أفريقي.
- 1 يناير – جيف نيلسون منتج اسطوانات من الولايات المتحدة الأمريكية.
- 1 يناير – ميشيل دوغرتي
- 28 يناير – باتريس موتسيبيه رجل أعمال جنوب أفريقي.

### فبراير
- 13 فبراير – بيتر فرنسيسكو لاعب سنوكر جنوب أفريقي.
- 24 فبراير – فريدي وليامز منافِس أوليمبي كندي.
- 28 فبراير – دنيس جنسن سياسي أسترالي.

### مارس
- 2 مارس – ديرك فان دير بيرغ لاعب كركيت جنوب أفريقي.
- 9 مارس – إريك سيمونز لاعب كركيت جنوب أفريقي.
- 10 مارس – ريتشارد كابلان لاعب غولف جنوب أفريقي.

### أبريل
- 9 أبريل – جلين ديل طيار جنوب أفريقي.
- 25 أبريل – ديفيد نيوهاوس
- 28 أبريل – داريل رودت

### مايو
- 9 مايو – غريغ ميلس كاتب جنوب أفريقي.

### يونيو
- 16 يونيو – أرنولد فوسلو
- 29 يونيو – مارك أندرسون لاعب كرة قدم جنوب أفريقي.

### يوليو
- 5 يوليو – بريت ماثيوز لاعب كريكت جنوب أفريقي.
- 22 يوليو – ألفين روبرتسون لاعب كرة سلة من الولايات المتحدة الأمريكية.

### أغسطس
- 1 أغسطس – جاكوب ماتلالا ملاكم جنوب أفريقي.

### سبتمبر
- 7 سبتمبر – كليف سيمون

### أكتوبر
- 23 أكتوبر – كريستو فان رينسبورج لاعب كرة مضرب جنوب أفريقي.

### ديسمبر
- 14 ديسمبر – غليندا غراي طبيبة جنوب أفريقية.
- 24 ديسمبر – غاريث بيني

## وفيات

### يناير
- 30 يناير – لويس ريمون (مواليد 1895) لاعب كرة مضرب جنوب أفريقي.

### أكتوبر
- 8 أكتوبر – سولومون ليندا (مواليد 1909) موسيقي جنوب أفريقي.